# 格奥尔格·布劳恩 (足球运动员)
格奥尔格·布劳恩（德語：Georg Braun，1907年2月22日—1963年9月22日），奥地利前男子足球运动员，场上位置是前锋。他曾代表奥地利国家队参加1934年国际足联世界杯，结果队伍获得第四名。